# Nueva Esperanza, Altamirano
Nueva Esperanza är en ort i Mexiko.   Den ligger i kommunen Altamirano och delstaten Chiapas, i den sydöstra delen av landet, 800 km öster om huvudstaden Mexico City. Nueva Esperanza ligger 1 241 meter över havet och antalet invånare är 162.
Terrängen runt Nueva Esperanza är huvudsakligen kuperad, men åt nordväst är den bergig. Nueva Esperanza ligger nere i en dal. Runt Nueva Esperanza är det ganska glesbefolkat, med 30 invånare per kvadratkilometer. Närmaste större samhälle är Veinte de Noviembre, 8,2 km väster om Nueva Esperanza. I omgivningarna runt Nueva Esperanza växer i huvudsak städsegrön lövskog.